# 魯斯捷姆·烏梅羅夫
魯斯捷姆·恩維羅維奇·烏梅羅夫（羅馬化：Rustem Enverovych Umierov；1982年4月19日—），烏克蘭克里米亞韃靼裔政治人物、商人、投資者和慈善家。他是歐洲委員會議會大會常駐代表團副團長，克里米亞韃靼人庫魯爾泰議員，以及前克里米亞韃靼人議會主席穆斯塔法·傑米列夫的顧問。自2020年12月以來，烏梅羅夫擔任克里米亞平台外交倡議聯合主席。
2023年9月，烏克蘭總統弗拉基米爾·澤連斯基任命烏梅羅夫接替阿列克謝·列茲尼科夫擔任烏克蘭國防部部長。

## 生平
烏梅羅夫於1982年出生於烏茲別克蘇維埃社會主義共和國撒馬爾罕的一個來自烏克蘭克里米亞半島阿盧什塔的克里米亞韃靼人穆斯林家庭。他的父親恩維爾·烏梅羅夫是一名工程技術專家；他的母親梅里姆·烏梅洛娃是一名化學工程師。
烏梅羅夫一家是自1944年5月18日與其他克里米亞韃靼人一起被蘇聯政府從原居地驅逐到烏茲別克。2015年，烏克蘭最高拉達將這種驅逐出境視為種族滅絕。烏梅羅夫一家經過50年的流放，20世紀80年代末和90年代初克里米亞韃靼人開始陸續遣返回原居地，這時候烏梅羅夫一家返回烏克蘭。
烏梅羅夫在高中時參加美國國務院資助的未來領袖交流計劃。他以一名交換生身份在一所美國學校上了一學年，並住在一個寄宿家庭。

## 事蹟
2013年，烏梅羅夫與阿斯蘭·奧馬爾一起創立了投資公司ASTEM及其ASTEM基金會。ASTEM主要在電信、資訊科技和基礎設施（主要是通訊塔和光纖網絡）領域進行投資。該基金會資助了史丹福大學的烏克蘭新興領導者計劃。

### 政治活動
在2019年7月的烏克蘭議會選舉中，烏梅羅夫以烏克蘭選民之聲黨黨員身份當選為烏克蘭人民代表。他共同起草近100項法案，並起草了一份由烏克蘭最高拉達發表的聲明，該聲明指出俄羅斯對吞併克里米亞的修憲投票實屬非法，並提出一項關於廢除克里米亞自由經濟區的法案。
烏梅羅夫在土耳其的支持下主導因為俄羅斯併吞克里米亞而流離失所的克里米亞韃靼人和其他烏克蘭公民建造1000套公寓的工程。2021年4 月初，烏克蘭總統澤連斯基和土耳其總統雷傑普·塔伊普·埃爾多安同意開始建造這些公寓。烏克蘭臨時被佔領土重返社會部部長阿列克謝·列茲尼科夫和土耳其環境、城市化和氣候變化部部長穆拉特·庫魯姆簽署了一項協議，土耳其將建造500套公寓：200套在尼古拉耶夫，200套在赫爾松，100套在基輔。烏梅羅夫表示，在俄羅斯繼續佔領克里米亞期間，烏克蘭不會向克里米亞供水。由於俄羅斯違反了國際法，它對克里米亞人民的人道主義需求負有責任。
2020年5月，烏梅羅夫與他人共同提出了一項法案，要求無論服務年資如何，都要按照平均工資的100%向因2019冠狀病毒病而住院的醫生支付醫療費用。2020年9月，烏梅羅夫和其他議員發起了一項決議，要求將抗擊2019冠狀病毒病基金的資金重新分配，以確保學生在隔離期間進行安全的教育。
烏梅羅夫與人共同起草了一項法案，制定承認無國籍人士的程序。該法律允許這些人合法留在烏克蘭並獲得證明其身份和地位的文件，並於2020年7月18日生效。烏梅羅夫也合作制定了一項法案，免除境內流離失所者居住在臨時住所的旅遊稅，並於2020年10月12日簽署成為法律。

### 國際活動
烏梅羅夫是歐洲委員會議會大會（PACE）常駐代表團副團長。他也是與沙特阿拉伯和土耳其議會間關係小組的共同主席。2020年5月，他呼籲聯合國、歐洲議會、歐洲委員會議會大會、歐安組織、北約和黑海經濟合作組織向克里米亞韃靼種族滅絕受害者致敬並譴責俄羅斯侵犯了他們的權利和自由。
2021年1月，烏梅羅夫作為參加歐洲委員會議會大會冬季會議代表團的成員，他提出俄羅斯侵犯克里米亞境內烏克蘭人和克里米亞韃靼人權利的問題。烏克蘭人和克里米亞韃靼人由於其民族歸屬和烏克蘭立場而受到佔領當局的檢查，從而遭到鎮壓和非法監禁。而俄羅斯的種族歸納問題導致烏克蘭未能向俄羅斯政治人質提供醫療服務。
他並會見了國際合作夥伴，向他們通報俄羅斯系統性侵犯人權的情況，包括針對克里米亞韃靼人的侵犯人權行為。

### 克里米亞
2017年，在烏梅羅夫努力協助釋放了兩名俄羅斯政治犯：克里米亞韃靼人艾赫特姆·奇戈茲和伊爾米·烏梅羅夫。2020年，他成立了一個部門間協調中心，重點關注俄羅斯釋放烏克蘭政治犯。2020年3月，烏梅羅夫於2017年3月啟動了關於克里米亞和塞瓦斯托波爾解除佔領和重返社會的議會聽證會，以製定一份有關該地區回歸烏克蘭的戰略文件 。
烏梅羅夫與烏克蘭當局就交換克里米亞政治犯和戰俘事宜進行溝通。2020年7月，他在最高拉達起草關於俄羅斯就克里米亞領土的修正案進行投票實屬非法性的聲明。該聲明得到了306名議員的支持。同年9月，烏梅羅夫加入了一個小組，該小組在議會人權委員會的支持下制定解除俄羅斯對克里米亞和塞瓦斯托波爾佔領的國家戰略。
烏克蘭最高拉達於2020年12月建立克里米亞平台。烏梅羅夫與穆斯塔法·傑米列夫、艾赫特姆·奇戈茲、耶利扎維塔·亞斯科和瓦迪姆 ·哈萊丘克一起當選為聯合主席。其目的是為克里米亞實施議會制度，並利用會議來倡導恢復對黑海和亞速海部分地區的控制。
美國、加拿大、英國、土耳其、摩爾多瓦和斯洛伐克同意參與該倡議，該倡議正在起草約20項有關克里米亞半島原住民、克里米亞韃靼人地位以及有關克里米亞的《烏克蘭憲法》修正案。
他起草了一份向聯合國和其他機構發出的議會呼籲，譴責俄羅斯佔領克里米亞和塞瓦斯托波爾、侵犯人權和自由，並呼籲釋放烏克蘭政治犯。

### 社會活動
自1999年以來，烏梅羅夫以個人和組織名義參與學生、公共和慈善活動。他是2007年創立的克里米亞韃靼人聯誼會的創始人，該聯誼會致力於在烏克蘭代表克里米亞韃靼人的利益，並在基輔和其他烏克蘭城市內部社區進行對話。烏梅羅夫同年與他人共同創立了國際組織「我們的克里米亞」，旨在維護國家利益並促進克里米亞韃靼人的權利。
他是2011年至2013年間克里米亞發展基金會的共同創辦人和主席。 烏梅羅夫於2012年成為克里米亞國際商業協會的共同創辦人和董事會成員。該協會的目標之一是發展克里米亞的經濟。烏梅羅夫家族出資修復巴赫奇薩賴17世紀建成的奧爾塔卡米清真寺，以恢復克里米亞的文化和歷史遺產。重建後的清真寺在閒置約95年後於2013年8月16日重新開放。
2013年，烏梅羅夫共同創立了ASTEM基金會，旨在通過社會創新、地區社區、教育、醫療、體育、文化、人權和宗教自由來改善公共生活。基金會贊助史丹福大學的烏克蘭新興領導者計劃，該計劃旨在培訓烏克蘭領導者解決發展問題的技能。 烏梅羅夫於2014年共同創立了Evkaf基金會，以幫助發展穆斯林社區。在2018年11月刻赤海峽事件期間，被俄軍損毀的烏克蘭海軍亞尼·卡普號拖船在2020年5月得到了ASTEM基金會的支持而得以修復。

### 克里米亞國家福利基金會
烏梅羅夫是克里米亞國家福利基金會的共同創辦人和董事會成員。該基金會的項目之一是在土耳其的支持下，在基輔建設一個克里米亞韃靼人文化和教育綜合體。該綜合體將是克里米亞韃靼人和烏克蘭穆斯林的公共、文化、社會、教育和精神中心。基金會計劃建設一座清真寺和精神中心、一個帶有國家博物館和會議廳的民族中心、學校、餐廳和休閒區。

### 和平談判和懷疑被下毒
2022年俄羅斯入侵烏克蘭，2022年3月烏梅羅夫出席俄羅斯-烏克蘭和平談判。根據獨立媒體的《Meduza》報導指，烏梅羅夫被克里姆林宮指控為美國間諜，並故意拖延談判以利於烏克蘭。據報導指，烏梅羅夫、俄羅斯億萬富翁羅曼·阿爾卡季耶維奇·阿布拉莫維奇和另一位議員在會後出現了與中毒相符的症狀，包括「紅眼、持續和帶刺痛的流眼水，以及手和臉上的皮膚剝落」。這三位談判者飛往伊斯坦布爾接受醫療治療。烏梅羅夫後來表示他「沒事」，並要求人們不要相信「未經證實的信息」。

### 担任烏克蘭國防部長
2023年9月3日，烏克蘭總統澤連斯基宣佈計劃任命烏梅羅夫接替阿列克謝·列茲尼科夫的烏克蘭國防部長職務。烏梅羅夫於2023年9月6日被烏克蘭最高拉達確認為新任國防部長。

## 榮譽
- 三等功績勳章[60]